# رودريغو ديفيندي
رودريغو ديفيندي (بالبرتغالية: Rodrigo Defendi‏) (16 يونيو 1986 بريبيراو بريتو في البرازيل - ) هو لاعب كرة قدم برازيلي في مركز الدفاع. لعب مع بوتافوغو ريغاتاس وتوتنهام هوتسبير وفيتوريا دي غيماريش ونادي أفيلينو ونادي أودينيزي ونادي بارانا ونادي بالميراس ونادي روما ونادي فيتوريا ونادي ماريبور وSociedade Esportiva Palmeiras B ‏ ونادي سانغتشو مايتي ليونز.

## روابط خارجية
- رودريغو ديفيندي على موقع إي إس بي إن إف سي (الإنجليزية)
- رودريغو ديفيندي على موقع قاعدة بيانات كرة القدم.إي يو (الإنجليزية)
- رودريغو ديفيندي على موقع Soccerway.com (الإنجليزية)
- رودريغو ديفيندي على موقع AS.com (الإسبانية)